# Šalom Kohen (politik)
Šalom Kohen (hebrejsky שלום כהן‎, 1926 – 1993) byl izraelský politik a poslanec Knesetu za stranu ha-Olam ha-ze – Koach chadaš.

## Biografie
Narodil se v Bagdádu v Iráku. Ve věku šesti let se přestěhoval do Egypta. V roce 1946 přesídlil do dnešního Izraele. Během války za nezávislost v roce 1948 bojoval v komandu Samsonovy lišky v rámci brigády Givati.

## Politická dráha
Patřil mezi zakladatele buňky sionistické mládežnické organizace ha-Šomer ha-ca'ir v Alexandrii. V letech 1950–1971 vydával týdeník ha-Olam ha-ze. Pak zakládal hnutí ha-Olam ha-ze – Koach chadaš. V roce 1966 se stal jeho generálním tajemníkem.
V izraelském parlamentu zasedl po volbách v roce 1969, do nichž šel za stranu ha-Olam ha-ze-koach chadaš. Stal se členem výboru pro veřejné služby. V průběhu volebního období odešel roku 1971 z poslaneckého klubu své strany a vystupoval jako nezařazený poslanec. a pak odešel do levicové strany Ma'arach. Ve volbách v roce 1973 mandát neobhájil. V letech 1971–1977 byl generálním tajemníkem hnutí Černých panterů. V téže době také zasedal ve výkonném výboru odborové centrály Histadrut. Psal pro francouzskojazyčný list le Matin.